# خوان مانويل سانتشيث دي كاسترو
خوان مانويل سانتشيث دي كاسترو (بالإسبانية: Juan Manuel Sánchez de Castro، ولد في 18 أبريل 1965، بلد الوليـد، إسبانيا) رياضي إسباني. تنافس في رياضة كانو- كاياك (الكانوي)، تخصص في سباق الكاياك (Kayak).
حصل على الميدالية الذهبية في بطولات العالم للكانو كاياك عام 1991.

## إنجازاته

### بطولة العالم للكانو كاياك (الكانوي)
- 1991 باريس  فرنسا:  ميدالية ذهبية في سباق الكاياك «كي 2» لمسافة 500 متر.
- 1991 باريس  فرنسا:  ميدالية فضية في سباق الكاياك «كي 2» لمسافة 1.000 متر.
- 1993 كوبنهاغن  الدنمارك:  ميدالية برونزية في سباق الكاياك «كي 2» لمسافة 500 متر.

## روابط خارجية
- خوان مانويل سانتشيث دي كاسترو على موقع أوليمبيديا (الإنجليزية)